# Mutazilisme
Le mutazilisme, ou mu‘tazilisme dit aussi  Al-mu'tazila, est une école de théologie musulmane ('Aqîda) qui se développe à partir du IIe siècle de l'Hégire/VIIIe siècle apr. J.-C.
Ce courant rejette radicalement l'anthropomorphisme divin, réfute l'idée que le Coran serait éternel et incréé et accorde une place centrale à la notion de libre arbitre humain dans ses fondements. La théologie mu'tazilite se développe notamment grâce aux œuvres traduites de philosophie grecque. Les outils développés par les Grecs, logique, raisonnement rationnel etc, sont alors remobilisés par ces théologiens musulmans en synergie avec les sources musulmanes, Coran et Sunna.
Le rationalisme mu'tazilite n'est pas un rationalisme séculier, les Mu’tazilites sont des rationalistes théologiques, puisqu'ils n'entendent pas formuler un système uniquement par l’exercice de la raison, indépendamment de toute Révélation. Les penseurs de cette école ne construisent pas un système de vérités basé sur la seule raison. Ils sont convaincus que les compréhensions religieuses sont accessibles à l'homme au moyen de son intelligence et de sa raison.
Le mu'tazilisme est aujourd'hui peu représenté dans la communauté musulmane ; le courant a connu un déclin progressif après l'établissement par le pouvoir abbasside du traditionalisme sunnite. L'approche héritée du mutazilisme reste aujourd'hui utilisée par des chiites, en particulier les zaïdites (Zayd ibn Ali fut lui-même l'élève de Wassil, théologien précurseur du mu'tazilisme) et dans le chiisme duodécimain.

## Origine et appellation
La tradition musulmane considère Wāṣil ibn ʿAṭāʾ comme le fondateur du mu'tazilisme, dont un désaccord avec son maître aurait été la cause de la fondation d'une école distincte. L'historiographie contemporaine a émis d'autres explications sur l'origine de l'école.

### Le désaccord de Wasil
Le théologien et historien Muhammad al-Shahrastani du XIe siècle fait remonter l'origine de l'école mu'tazilite à ce qui s'apparente à un désaccord théologique, une sorte de scission. À la fin du califat omeyyade (vers 750), un étudiant, Wāṣil ibn ʿAṭāʾ, se retira de l'école de l'érudit Al-Hassan al-Basrî à la suite de son désaccord sur le statut des croyants qui ont commis un grand péché. Selon les sources, un homme demande à Al-Hassan s'il était d'accord avec les kharijites qui considèrent qu'ils iront en enfer car considérés comme infidèles ou bien avec les murjites pour qui le jugement sur leur statut appartient exclusivement à Dieu et en tant que tel, ils sont considérés comme croyants jusqu'au Jour du Jugement Dernier. Wasil répondit que les pécheurs étaient dans une situation intermédiaire, car ils ne seraient ni croyants, ni infidèles ; ainsi s'ils se repentaient, ils seraient à nouveau considérés comme croyants. D'autres élèves se joignirent à cette idée. À la suite de cet épisode, Wasil aurait fondé sa propre école à Bassorah. Le nom "mu'tazilah" vient du verbe "iʿtazala", qu'emploie Ibn-Hassan pour signifier « ils se sont séparés de nous ».

### Les origines ascétiques
Ignaz Goldziher a été l'un des premiers historiens à émettre une hypothèse différente quant aux origines du mu'tazilisme. Pour lui, le nom renvoie à ce qui était au départ un mouvement d'ascètes. Le fait que ses fondateurs, par leurs pratiques pieuses et ascétiques, "se retirent" de la société aurait donné ensuite le nom à l'école. Il appuie cette idée notamment à partir des biographies des précurseurs de l'école que sont Wasil Ibn 'Ata et 'Amr ibn Ubayd, dont certaines sources soulignent la piété. Ce ne serait que plus tard que la théologie devient caractéristique de ce mouvement.

### Appellations mutazilites à caractère politique
La théorie de Goldziher quant aux origines ascétiques de l'école convainc d'autres historiens parmi lesquels Carlo Nallino qui pour autant, donne une autre signification au nom. Selon lui, "mu'tazilah" renvoie d'abord à une situation politique conflictuelle. Durant le premier siècle de l'islam, il y avait de grandes oppositions parmi les successeurs de Mahomet à la tête du pouvoir. Le troisième calife qui succède à ce dernier, Uthman, est assassiné en 656. Ceux que l'on appelle "mu'tazilah" auraient été ceux qui après cet évènement adoptent une position de neutralité vis-à-vis de son successeur Ali à qui il était vivement opposé de son vivant. Les "mu'tazilah" sans lui donner allégeance n'auraient toutefois pas fait partie de ses adversaires. Pour Nallino, le verbe "i'tizala" qui a donné son nom à l'école, est d'abord utilisé pour signifier les situations où il n'y a pas de prise de parti.
Cette hypothèse a renouvelé le débat historiographique. Une autre, partant également de la question du conflit de la fin des années 650, donne toutefois une autre perspective. Montgomery Watt a voulu démontrer que si la position de neutralité vis-à-vis de Ali et ses adversaires a été un point déterminant dans la formation de l'école, cette position n'est formulée qu'à partir de Wasil Ibn 'Ata. Et qu'ainsi, il n'y aurait pas eu de continuité entre un mouvement politique neutre dès le Ier siècle de l'islam et l'école mu'tazilite.

## Histoire et évolution
La pensée et l'héritage de Wasil Ibn 'Ata et Amr ibn Ubayd, ayant tous deux vécu pendant la première moitié du VIIIe siècle, ont été particulièrement importants dans la formation du mu'tazilisme. Bien que l'on ne puisse établir qu'eux-mêmes étaient à l'origine d'une école distincte et structurée. Par la suite, Abu-l-Hudhayl définit de façon plus précise la doctrine de l'école. Le mu'tazilisme se construit surtout en Irak, et dès la fin du IXe siècle, deux branches se distinguent sur certains points, l'une est basée à Bassorah, l'autre à Bagdad. Une hypothèse historiographique, ensuite réfutée, a considéré que le mu'tazilisme était devenu l'idéologie officielle du califat abbasside sous le règne du calife Al-Ma'mun. Cela ne correspond pas aux faits établis. Toutefois, jusqu'au milieu du IXe siècle, la politique des califes successeurs depuis Haroun Al-Rashid permet un cadre propice au développement intellectuel et à l'expression de doctrines rationalistes.

### Débuts

#### Contexte théologique et politique
Les débats théologiques qui avaient cours à l'époque de Wasil ibn Ata, étaient en relation avec les problèmes politiques qui se posaient pour les Musulmans. Par exemple, la question du sort du musulman pécheur dans l'Au-delà s'est posée lorsque la légitimité des califes est de plus en plus contestée. De même la question de la prédestination et du libre-arbitre est apparue à l'occasion des querelles politiques : si l'arbitrage entre partisans des Omeyyades et ceux d'Ali se règle par la guerre, peut-on considérer que c'est donc Dieu qui résout le conflit, de sorte que la victoire ou la défaite serait écrite d'avance ?

#### Les précurseurs

##### La pensée de Wasil Ibn Ata
Wasil Ibn Ata était un théologien dont les idées et le charisme séduisent un nombre important de disciples. Il utilise la méthode spéculative et rationnelle du kalam pour développer ses raisonnements théologiques. S'intégrant dans des activités commerciales pour financer leurs activités, ses disciples sont envoyés comme des prédicateurs dans le monde musulman pour propager les idées de leur maître. Parmi elles, figurent principalement la doctrine de libre-arbitre humain.

##### La figure de 'Amr Ibn Ubayd
Amr Ibn Ubayd était comme Wasil un élève de Hassan Al-Basri. Toutefois, il n'avait pas les mêmes qualifications en théologie. Amr Ibn Ubayd était d'abord un traditionniste, un rapporteur de hadiths. Lui aussi défendait la doctrine du libre-arbitre, en considérant que celle-ci faisait même partie des enseignements de Mahomet. Bien que cela soit rejeté par ses homologues d'obédience traditionaliste, eux-mêmes s'accordent à reconnaître qu'il était un homme particulièrement pieux.

### À partir duIXesiècle
L'école se définit plus clairement à partir des travaux du théologien Abu-l-Hudhayl Al Allaf dont les dits "cinq principes du mu'tazilisme" (voir plus bas) lui sont attribués. Son neveu et élève, Ibrahim Al-Nazzam, renouvelle son enseignement en élaborant de nouvelles théories tout en conservant et développant les idées-phares de l'école : libre-arbitre, unicité absolue de Dieu, etc. Tous deux entrent à la Cour du calife Al-Ma'mun où ils professent leurs idées face à d'autres savants et face au calife lui-même.
Progressivement, celles-ci prennent de l'importance et attirent surtout l'élite savante de Basra et de Bagdad. Le IXe siècle est notamment la période où se divisent les deux branches de l'école mu'tazilite, dont les approches sont différentes sur certains points, tout en restant unies sur les fondamentaux. A Bagdad, le théologien Bishr ibn Al-Mu'tamir avait comme objectif de faire de l'éducation populaire dans la capitale. Il développe un genre de poésie qui lui permet de simplifier les idées de son école pour les rendre accessibles au plus grand nombre. Il versifiait celles-ci dans un style qui lui était propre. Bishr considérait que les connaissances théologiques auxquelles parvenaient les savants devaient servir à tous.

#### Les califes «mu'tazilites»
Le mu'tazilisme connaît un âge d'or sous le règne du septième calife abbasside, al-Ma'mun, fils d'Harun al-Rachid, puis de ses deux successeurs. En 827, al-Ma'mun proclame son adhésion à la doctrine du Coran créé (khalq al-Qur'an),, l'un des cinq fondements de la théologie mu'tazilite. Puis en mars-avril 833, il institue un tribunal chargé de vérifier que les ulamas et les juges se conforment à cette croyance. C'est la miḥna, qui perdure sous les règnes de al-Mutasim (833-842) et al-Wathiq (842-847) . Elle n'est abolie que par Al-Mutawakkil en 848-849. La mise en œuvre de cette inquisition est confiée à un mu'tazilite, Ahmad ibn Abi Du'ad (en). Une trentaine d'ulamas, surtout spécialistes du fiqh et des hadiths, sont interrogés. Presque tous acceptent la doctrine du Coran créé, à l'exception d'ibn Hanbal, qui est emprisonné. Avant sa mort, al-Ma'mun recommande à al-Mutasim de poursuivre sa politique religieuse et, pour cela, de prendre Ibn Abî Du'âd comme premier conseiller. Al-Wathiq continue la mihna avec vigueur. Il fait inscrire aux portes des mosquées :  « Il n'est d'autre divinité que Dieu, le Seigneur du Coran créé »,.
Al-Ma'mun adhérait-il pour autant aux thèses mutazilites ? Avait-il pour but principal de favoriser l'école mutazilite contre ses rivales ?  Ibn al-Murtada, dans Tabaqat al-mutazila, le compte au nombre des mutazilites. Le calife argumente en termes théologiques le caractère engendré du Coran : dans le cas contraire, il y aurait un autre éternel que Dieu, et ce serait contraire au principe d'unicité (tawhid), fermement affirmé par les mutazilites. Mais il ne semble pas avoir cru au libre-arbitre, un fondement de la théologie mutazilite. Est-ce que la mihna a été lancée à l'initiative des mutazilites eux-mêmes ? Ont-ils pesé sur la décision du calife ? Plusieurs d'entre eux sont en effet des protégés du calife, en particulier Abu al-Hudhail. Cependant, al-Ma'mun est ouvert à d'autres influences, comme celle de Bishr al-Marisi, un disciple de Dirar bin 'Amr,. Al-Ma'mun a pu vouloir aussi favoriser les chiites ou les murjiites. Une autre hypothèse, plus politique, est qu'il a voulu restaurer l'autorité califale. Le dogme du Coran créé n'aurait été pour lui qu'un moyen d'affirmer son autorité, non seulement politique, mais aussi en matière religieuse, en signifiant aux ulémas que c'est au calife qu'il appartient de fixer l'orthodoxie. Si les mutazilites n'ont peut-être pas été à l'initiative de cette entreprise, ils lui ont cependant apporté leur appui et elle leur a profité. Leurs intérêts coïncidaient avec ceux du calife. La preuve en est que l'abandon de la mihna a été la cause de leur disgrâce.

### Déclin
Al-Mutawakkil, devenu calife en 847, adopte une politique religieuse traditionaliste en s'opposant à toute approche rationaliste. En 848, il autorise à forger des hadiths contre les mutazilites puis il met fin à la mihna, interdit tout débat sur la nature du Coran et chasse les mutazilites de sa cour,. Il démet de ses fonctions le qadi al-qudat (chef des juges) mutazilite Ahmad ibn Abi Du'ad. Les mutazilites tombent en discrédit. Des oppositions se font entendre à la fin du Xe siècle par la 'Aqîda acharite fondée par Abu-l-Hasan Al-Ashʿariy, puis par l'école maturidite.
Le mutazilisme retrouvera un certain lustre sous le protectorat des émirs chiites buyides, aux Xe et XIe siècles, où il sera de nouveau enseigné.
Le mutazilisme sera de nouveau écarté à l'arrivée des Turcs seldjoukides. « À partir du milieu du XIe siècle, la théologie sunnite, plus orthodoxe, l'avait définitivement emporté». Le mutazilisme déclina entre le XIe et le XIIIe siècle. Il subsista toutefois dans l'est de la Perse, dans le Khwarizm, avec des figures comme al-Zamakhshari (m. 1144) et al-Malaḥimi. Ar-Razi a fait le voyage pour aller à leur rencontre, mais le dialogue tourne court,. Puis le courant s'est éteint au XIVe siècle.
Le mutazilisme a été interdit, ses livres brûlés, et on ne connaissait plus sa doctrine que par les textes des théologiens traditionalistes qui l'avaient attaqué. Au XIXe siècle, la découverte des volumineux ouvrages d'al-Jabbâr ont permis de mieux comprendre l'importance de ce courant de pensée dans la formation de la théologie musulmane actuelle, qu'elle soit sunnite ou chiite. Depuis cette victoire des traditionalistes, l'islam qui s'impose encore aujourd'hui fait la part belle au droit, plus qu'à la théologie, nie le libre arbitre au profit de la prédestination, et privilégie la tradition aux dépens de la raison.

### Représentants principaux

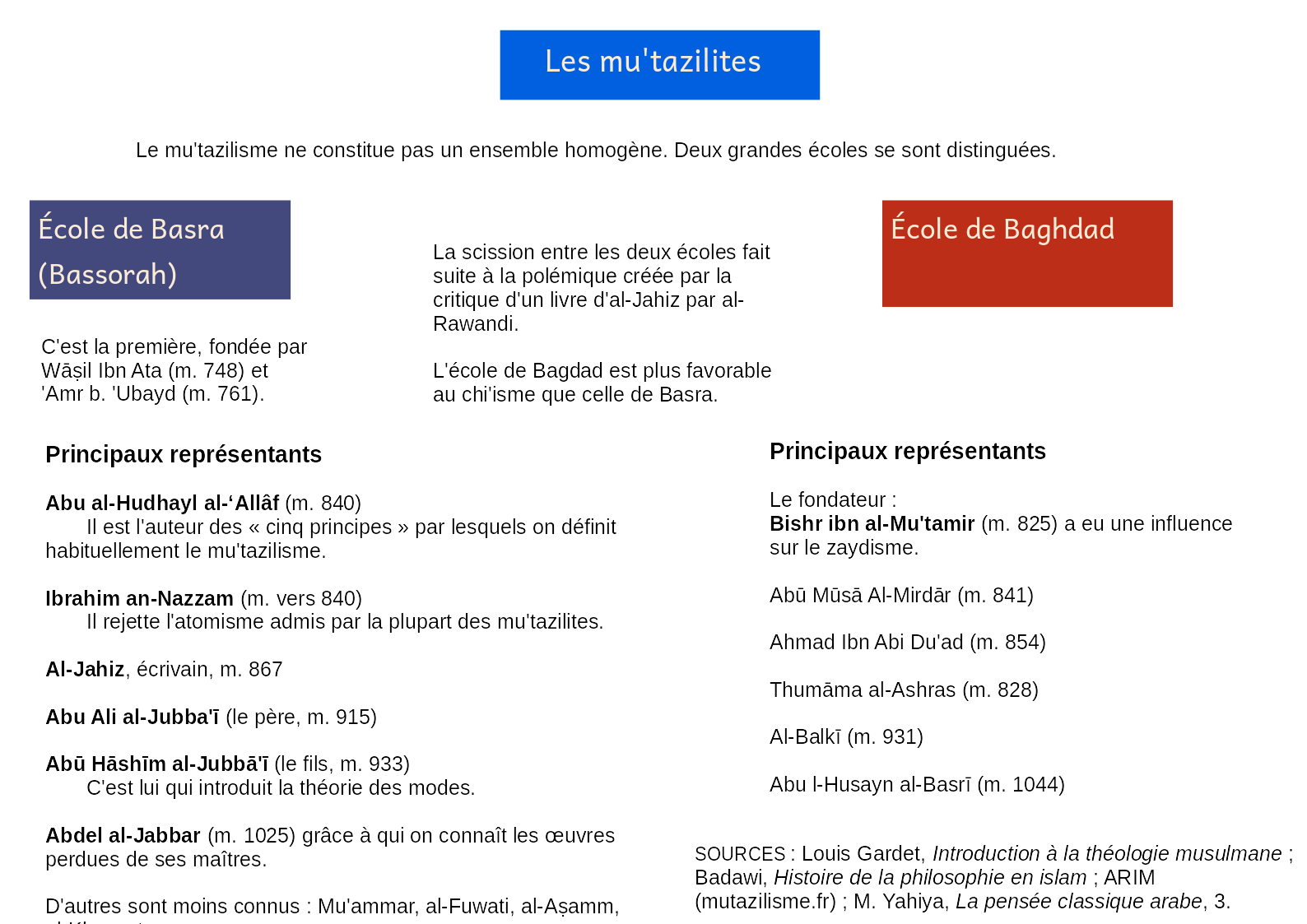
L'école de Basra et celle de Bagdad, avec leurs principaux représentants.

Les premiers théologiens mutaziles sont Wāsil Ibn Ata et Amr b. Ubayd. Puis al-Mu'tamir et An-Nazzam. Abu al-hudhayl est l'auteur des 5 principes qui seront repris dans les ouvrages ultérieurs. Le mutazilisme est représenté par deux écoles : celle d'Al-Jubbâ'i et celle d'Abu al-Husayn al-Basri, fondée par Bishr b. al-Mu'tamir. Al-Jabbar joue un rôle important dans la diffusion de la doctrine, car il a permis de connaître les œuvres de ses prédécesseurs, souvent perdues.
Le mutazilisme est davantage un courant de pensée qu'une doctrine unifiée. Par exemple, si al-Hudhayl et Jubba'i voient le monde comme composé d'atomes, Nazzam, lui, rejette cette conception.

## Doctrine

### Théologie
Différentes questions faisaient l'objet de débats parmi les théologiens musulmans lors de la création du mutazilisme, par exemple celles de savoir si le Coran était créé ou incréé, si le mal pouvait être créé par Dieu, celle de la relation entre la prédestination (jabar) et le libre arbitre (qadar), celle des attributs de Dieu dans le Coran qui pouvaient être interprétés allégoriquement ou littéralement, ou celle de savoir si ceux qui étaient dans le péché trouveraient une punition éternelle en enfer. Ces principes furent nommés itizila.
Le mutazilisme met l'accent sur cinq principes (al-uṣūl al-ḫamsa), énoncés par Abu al-Hudhayl,.

#### Le monothéisme (tawḥīd)
C'est un principe fondamental de l'islam. Allāh se caractérise par l'unicité et l'unité. Par conséquent, il ne peut y avoir d'autres dieux, et Dieu ne peut être composé de parties (de membres). Ainsi, les mutazilites affirment que les versets du Coran décrivant Dieu comme étant assis sur un trône sont allégoriques, contre les corporéistes (mujassima) tels que Muqatil ibn Sulaymān (m. 767). Puisque Dieu n'est pas corporel, il n'est pas sensible ; les mu'tazilites nient donc la possibilité de voir Dieu au Paradis.
Les mu'tazilites poussent loin l'interprétation (ta'wil) allégorique. Au point qu'Averroès leur reprochera de trop interpréter les Textes, de façon parfois personnelle et arbitraire. La question des attributs de Dieu (la parole, la volonté etc.) soulève un problème épineux, source de querelle avec les asharites : les attributs divins n'introduisent-ils pas une multiplicité en Dieu ? Ne vont-ils pas à l'encontre du principe d'unité ? Tandis que les jahmites nient les attributs, la solution de Abu al-Hudhal et Nazzam consiste à identifier les attributs de Dieu et son essence : l'essence et les attributs ne font qu'un,. Nazzām explique : dire le Savant ou le Tout-puissant pour désigner Dieu n'est qu'une autre manière de nommer Dieu. Les noms divins n'ont pas de réalité indépendante de son essence. Al-Jubba'i (le fils) invente la théorie du ḥal ou théorie des modes pour compléter la doctrine des Attributs.
Les mu'tazilites distinguent deux types d'attributs. Les attributs « entitatifs » ou attributs de l'essence. Ils appartiennent à l'essence de Dieu, et lui sont coéternels. Ces attributs sont au nombre de huit : la vie, la science, la puissance, l'ouïe, la vue, la parole, la volonté et l'éternité. D'autre part, les attributs « de l'acte ». Ceux-là n'existent que relativement à une action divine, qui ne s'exerce pas continuellement. Ils ne sont donc pas éternels.
L'un des Attributs, la Parole de Dieu, soulève la question de la création du Coran (par Dieu) ou de son éternité. Les motazilites affirment que le Coran ne peut pas être éternel, mais a été créé par Dieu, sinon l'unicité de ce dernier serait impossible : il ne peut pas y avoir deux éternels ; selon le dogme, rien n'est semblable à Dieu (Coran, XLII, 11). Cette question est une source de conflits avec les hanbalites, qui tiennent le Coran pour la Parole incréée de Dieu.
La connaissance du monde par Dieu pose également un problème. Le Coran stipule que Dieu connaît tout, jusque dans le moindre détail. Mais comment concilier cette omniscience avec la transcendance d'un Dieu sans rapport avec les choses contingentes, et en outre avec la liberté de l'action humaine ? Dans l'ensemble, les mutazilites soutiennent que la science divine est créée à mesure que les choses de ce monde adviennent et évoluent.
Une autre pierre d'achoppement entre acharites et mutazilites est la vision de Dieu dans l'Au-delà. Le Coran en affirme la possibilité (LXXV, 22). Les disciples d'al-Ashari y croient, sans pouvoir en expliquer la possibilité. Les mutazilites pensent qu'il faut interpréter le verset concerné de manière allégorique. Un autre verset (« Les regards ne L'atteignent pas », VI, 103) incite à cette lecture.

#### La justice divine ('adl)
Devant le problème de l'existence du mal dans un monde où Dieu est omnipotent, ils mettent en avant le libre arbitre (ikhtiyār) des êtres humains et présentent le mal comme engendré par les erreurs de ceux-ci. Dieu ne fait pas le mal et demande aux hommes de ne pas le faire non plus. Si les actes maléfiques d'un homme provenaient de la volonté de Dieu, alors la notion de punition perdrait son sens car l'homme suivrait la volonté divine quels que soient ses actes. L'homme est responsable, parce qu'il possède une qudra (pouvoir, puissance) d'agir. Le mutazilisme s'oppose donc à la prédestination et s'inscrit dans la lignée des qadarites. C'est un point de rupture décisif par rapport à la doctrine ash'arite qui refuse toute concession quant à la toute-puissance divine, impute par conséquent tout ce qui arrive à Dieu, y compris le mal, et nie la liberté humaine. Al-Ash'ari met l'accent sur la toute-puissance de Dieu, sans véritablement résoudre le problème de l'existence du mal. Les mu'tazilites essaient de régler ce problème de théodicée en élaborant une solution qui préfigure celle de Leibniz : Dieu, dans sa toute-puissance, mais aussi dans un souci de justice, a créé le meilleur monde possible ; il n'a pas pu vouloir le mal, sauf quand celui-ci était inévitable. Dieu est tenu de faire le bien, mais il n'est pas tenu à l'impossible. En effet, pour les mutazilites, le Bien peut être défini objectivement, être connu par la raison, et il s'impose à Dieu lui-même. On peut parler en ce sens d'un « objectivisme éthique » des mutazilites. Les ash'arites voient dans cette thèse une limitation de l'omnipotence divine.

#### Promesse et menace (al-Wa'd wa al-Wa'id)
Ce principe regroupe les questions sur le dernier jour et le jour du jugement où Dieu récompensera, avec ce qu'il leur a promis, ceux qui lui ont obéi, et punira ceux qui ont désobéi avec la damnation et les feux de l'enfer. Alors que, pour les acharites, la foi suffit à assurer le Salut, de sorte que tout croyant sera récompensé, pour les mu'tazilites, les œuvres entrent aussi en ligne de compte.

#### Le degré intermédiaire (al-manzilatu bayn al-manzilatayn)
Ce principe, introduit par Wāsil, a été le premier à distinguer les mutazilites. Dans la vision sunnite, c'est la foi qui compte avant tout, donc le croyant ira au Paradis. Pour les mutazilites, les œuvres comptent aussi. Donc la question se pose pour eux : que devient le pécheur qui a cependant la foi ? Cette question est née d'une réflexion politique sur le statut du calife pécheur - ce qui fait voir l'importance du contexte historique dans la formation de la doctrine. Les mutazilites affirment que le musulman qui commet un grand péché (meurtre, vol, fornication, fausse accusation de fornication, etc.) ne doit être considéré, dans la vie d'ici-bas, ni comme croyant ou musulman (comme pensent les sunnites), ni comme mécréant (kâfir, comme pensent les khâridjites, qui excommunient le pécheur comme mécréant), mais plutôt dans un degré intermédiaire entre les deux. Si le pécheur se repent avant sa mort, il sera considéré à nouveau comme croyant et réintégrera la communauté. S'il ne se repent pas, il sera considéré comme mécréant. Mais dans les deux cas, il méritera l'enfer : le statut intermédiaire concerne la vie terrestre, non l'Au-delà.

#### Ordonner le bien et blâmer le blâmable(al-amr bil ma'ruf wa al-nahy 'an al munkar)
Ce principe, qui fait référence au Coran (III, 106), permet la rébellion contre l'autorité, si celle-ci est injuste, comme un moyen d'empêcher le mal.
Chacun de ces principes est différent, parfois sur de simples points de détail, de ceux prônés par les écoles théologiques de l'islam de l'époque. M. Yahiya relève aussi qu'ils ont quelque chose d'artificiel, dans la mesure où le mu'tazilisme n'est pas un tout uniforme. Par exemple, Nazzam était un adversaire de la théorie atomistique défendue par al-Hudhayl. L'énoncé de ces cinq principes peut faire également l'objet de certaines variations, mais les deux principes fondamentaux demeurent le Tawḥīd et la Justice.

### Approche mu'tazilite du hadith
Comme dans toutes les écoles et courants musulmans, les mu'tazilites adoptent une méthodologie spécifique dans l'étude des hadiths, dans l'évaluation et l'analyse des traditions attribuées à Mahomet. Il s'agissait de pouvoir distinguer ceux qui étaient authentiques, dont le propos est considéré comme avoir réellement été dit par le prophète, de ceux qui ne l'étaient pas. Leurs modèles d'étude du hadith diffèrent de ceux qui étaient alors développés par les traditionalistes, dits ahl al-hadith. Ces derniers s'intéressent longuement à l'étude des chaînes de transmetteurs dans leur critique du hadith. Face à eux, les mu'tazilites donnaient la prévalence à l'étude du contenu,.

#### Transmission des hadiths
Plusieurs penseurs d'orientation mu'tazilites ont figuré parmi les rapporteurs de traditions prophétiques, tels que Wasil Ibn Atta ou encore Amr Ibn Ubayd. Ce dernier se montrait particulièrement critique vis-à-vis des traditions prétendant que Mahomet tenait des propos allant dans le sens de la doctrine de la prédestination.

#### Critères d'évaluation
Suivant la même perspective, les mu'tazilites ne transmettaient que des hadiths d'abord sélectionnés parmi ceux qui étaient en circulation, ils veillaient à ce que le contenu du hadith (matn) soit conforme à leurs critères de sélections.
Est notamment exigé que le hadith ne contredise ni le texte coranique, ni la raison. Un autre critère de recevabilité était celui du nombre de transmetteurs et des modalités de transmission du hadith. Ce principe est formulé la première fois par Wasil Ibn Atta. Selon lui et ses partisans, pouvait être considéré comme vrai un hadith dit mutawatir. Cela signifiait que le hadith en question était rapporté par un nombre important d'individus sur une période suffisamment large sans qu'ils aient pu préalablement se connaître et ainsi se mettre d'accord pour transmettre le même propos. Une telle étendue diminuait en théorie la possibilité que ce hadith soit une invention.
En revanche, les mu'tazilites rejetaient les traditions qui n'étaient transmises que par un seul individu (khabar al-wahid/hadith ahad). Un seul cas dérogeait à cette règle. Un hadith « solitaire » pouvait en effet être pris en compte s'il y avait un consensus quasi unanime de la communauté musulmane pour le considérer comme authentique.
Parmi les préoccupations des savants mu'tazilites dans leur évaluation des hadiths, la question de l'instrumentalisation à des fins idéologiques des hadiths. Amr Ibn Ubayd comme Al-Nazzam évoque dans leurs travaux ces enjeux, attribuant à leurs adversaires traditionalistes un usage orienté de ces traditions. Argumentant à partir de cela, Al-Nazzam se montrait particulièrement critique vis-à-vis des hadiths en circulation. Il se distinguait de ses homologues mu'tazilites par un scepticisme accentué à ce sujet, y compris vis-à-vis des hadiths dits mutawatir et des hadiths solitaires authentifiés par le consensus de la communauté.

## Héritages et conséquences du mutazilisme

### Héritage grec
Les mutazilistes s'étaient intéressés au début aux attaques que subissait l'islam de la part des non-musulmans ; ils devinrent rapidement obsédés par le débat avec les autres théologies et courants de pensée à l'intérieur de l'Islam lui-même. Les premiers mutazilites ont pu être considérés comme occupant une position médiane entre les orthodoxes et les non-musulmans. Très rapidement, encouragée par le calife Al-Ma'mun qui créera la Maison de la sagesse en 832, la philosophie grecque fut introduite dans les milieux intellectuels persans et arabes. L'école péripatéticienne commença à avoir des représentants parmi eux. Ceux qui cherchaient par une démonstration philosophique à conforter et démontrer le bien-fondé de leur foi religieuse et pour ce faire utilisaient une méthodologie fondée sur la dialectique grecque furent appelés mutakallamin (« ceux qui utilisent le kalâm doublement »). Ce rôle majeur accordé à l'usage de la raison les range parmi les ahl al-ra'y (les gens de la raison), par opposition aux ahl al-sunna (gens de la tradition). Ils se méfient de la Tradition transmise, exigeant vingt témoins pour déclarer un hadith authentique, an-Nazzam allant même jusqu'à refuser tous les hadiths.

### Relations avec l'acharisme
En réponse au mutazilisme, Abu al-Hasan al-Ash'ari, initialement mutazilite lui-même, reprend la méthodologie du Kalâm et développe les idées qui deviennent celles de l'école de pensée acharite. Par la suite, influencée par l'acharisme, l'école maturidite apparut et son fondateur écrivit plusieurs livres réfutant plusieurs des croyances mutazilites. L'acharisme et le maturidisme ont subi des évolutions au cours du temps (notamment aux XIe et XIIe siècles avec Al-Ghazzâliy et Ar-Râziy). Au cours de leur long conflit avec le mutazilisme, l'acharisme et le maturidisme se sont mutuellement influencés et ont évolué parallèlement. L'acharisme et le maturidisme ont très fortement influencé les quatre écoles de droit sunnites, qui relèvent soit de l'un soit de l'autre. Par ce biais, une influence mutazilite continue à se faire sentir au sein du sunnisme. Le sunnisme lui a emprunté non seulement le principe de la pure transcendance de Dieu et des notions comme l'atomisme (empruntée aux Grecs par al-Hudhayl), mais aussi son cadre intellectuel, notamment la place de la raison reconnue capable d'un certain savoir théologique, sans le recours de la révélation. Les preuves rationnelles de l'existence de Dieu seront également reprises par les ash'arites.

### Autres héritiers du mutazilisme
Enfin, plusieurs courants chiites, en particulier les zaydites, ont embrassé certaines des doctrines motazilites, par l'intermédiaire d'al-Qâsim b .Ibrahim (m. 840) et les ont incorporées à leurs théologies. La théologie mutazilite a été introduite dans le chiisme duodécimain par Ismâ'îl al-Nawbakhti (m. 892) et Hasan b. Mūsā (m. v. 920). La théologie  mutazilite a influencé le rabbin Saadia Gaon (m. 942). Au XIe siècle, un mu'tazilisme juif s'est développé sous l'impulsion de Yusuf Al-Basir (en) et Levi ben Yaphet.
Malgré des divergences parfois violentes, les diverses écoles théologiques de l'islam se sont ainsi nourries de la réflexion de leurs adversaires et même des autres monothéismes. Elles se sont constituées dans une interaction permanente, puisque, même si les réponses apportées sont différentes, l'asharisme a emprunté ses problématiques, sa méthode et le plan de ses ouvrages,, aux mu'tazilites. Parfois même certaines idées, comme l'atomisme. Les disciples d'al-Ash'ari ont fait des concessions à certaines thèses mutazilites, comme al-Juwayni. Cette « pollinisation réciproque » (Goodman, Crosspollinations) a cependant décliné après le XIIIe siècle et le triomphe de la théologie traditionaliste.

## Le mutazilisme d'aujourd'hui
Aujourd'hui, le Mu’tazilisme persiste principalement au Maghreb parmi ceux qui se disent les Wasiliyah, faisant référence à Wasil ibn ‘Ata, le fondateur réputé de Mu’tazila, le mouvement utilise le manteau du Mu’tazila principalement comme marqueur d’identité.
Le grand mufti d’Égypte élu en 1899 Cheikh Mohamed Abdouh fut à l'origine du néo-mutazillisme. Souhaitant réformer l'islam, il apporta des changements dans l'enseignement de l'université d'Al-azhar en 1895. Parvenant à convaincre Khédive Abbas II (1892-1914) enclin aux réformes ayant eu une éducation européenne, il réussit à faire instaurer un conseil d'administration de l'établissement dont il fut membre. Cependant, à la suite de la pression des unités Asharites qui s'opposaient à ses idées, il se retira et mourut le 11 juillet 1905.
Pour faire face à la rareté des sources, surtout antérieures à Al-Jabbar, Sabine Schmidtke et David Sklare ont créé en 2003 un Mu‘tazilite Manuscripts Project Group, dont la mission est de recenser et cataloguer tous les manuscrits qui n'ont pas encore été édités,.
En février 2017, l'Association pour la renaissance de l'islam mutazilite (ARIM) est créée en France par Eva Janadin et  Faker Korchane. Pour l'ARIM, le mutazilisme est un héritage qu'il convient d'adapter au XXIe siècle. Il n'est pas un contenu de dogmes prêts-à-penser mais une disposition de l'esprit : celle qui consiste à appliquer le doute, la prudence et l'esprit critique sur l'histoire, les pratiques et les textes de l'islam et celle qui consiste à garantir la liberté de l'individu à décider par lui-même de ce qui lui paraît bon ou mauvais dans sa vie spirituelle,.

## Personnages célèbres
- Al-Kindi[67] (discuté par Alfred L. Ivry[68] et H. Corbin[69]) ;
- Wassil Ibn Ata[70],[28]
- Amr Ibn Ubayd[71]
- Aghlabides : nomination du mu'tazilite Abu Muhriz[72] comme premier "Cadi de Kairouan" par Al-Aghlab en 806.
- Ibrahim an-Nazzam[28]
- Abu 'Ali al-Jubba'i (père)[73]
- Abū Hāshīm al-Jubbā'ī (fils)[28]
- Abu Hudhayl al-'Allaf[28],[29]
- Abd al Jabbar Ibn Ahmad[74]
- al-Jahiz écrivain et linguiste[75].
- al-Sharif al-Murtadâ (m. 1044)[76]
- Abû Bakr al-Asamm ibn Kaysan[77]
- Bishr b. al-Mu'tamir[75] (école de Bagdad, m. 825)
- Al Ma'mun[78],[79], calife abbasside.
- Al Mu'tasim[80], successeur de Al-Ma'mun.
- Al Wathiq[81], successeur d'al-Mu'tasim. Après lui, al-Mutawakkil renonce au mutazilisme.
- Ibn Abi al Hadid[82],[83] connu pour son commentaire de Nahj al-Balagha (paroles de Ali Ibn Abi Talib) qu'il nomma Sharh Nahj al-Balagha
- al-Zamakhshari[84],[85], exégète du Coran
- Abû Hayyân al-Tawhîdî a été associé aux mutazilites, mais aussi au soufisme et au néo-platonisme.
- Muhammad Abduh[86],[87]
- Harun Nasution[88],[89]
- Nasr Abu Zayd[90]
- Abdolkarim Soroush[91],[92]
- Khaled Abou El Fadl[89]
- Faker Korchane[66]auteur du livre Épître aux musulmans perplexes, réflexions pour un islam rationnel paru aux éditions Atlande en 2024. Ouvrage Mutazilite contemporain.